# Zale lemmeri
Zale lemmeri är en fjärilsart som beskrevs av Mcdunnough 1943. Zale lemmeri ingår i släktet Zale och familjen nattflyn. Inga underarter finns listade i Catalogue of Life.